# Пехчево (община)
Община Пехчево (мак. Општина Пехчево) — община в Північній Македонії. Адміністративний центр — містечко Пехчево. Розташована в східній частині Македонії, Східний статистично-економічний регіон, з населенням 5 517 мешканців, які проживають на площі — 208,2 км².
Община межує з Сербією та з іншими общинами Македонії:
- зі сходу → громадами Болгарії;
- з півдня → общини Берово;
- з півночі → община Делчево.

Етнічний склад общини:
- македонці — 4737 — 85,9 %
- цигани — 390 — 7,1 %
- турки — 357 — 6,5 %
- інші групи — 33  — 0,6 %

## Населені пункти
Общині підпорядковані 7 населених пунктів (громад):
- Пехчево,
- Негрево,
- Панчарево,
- Робово,
- Умлена,
- Црник,
- Чифлик.